# John Jairo Arias
John Jairo Arias Tascón (Medellín, Antioquia, 21 de octubre de 1961 - Poblado, Medellín, 14 de junio de 1990) fue un sicario y miembro del Cartel de Medellín. 
Fue jefe de sicarios de Pablo Escobar, señalado por las autoridades colombianas como responsable de muchos actos criminales en Colombia entre 1984 y 1990. Llegó a ser considerado como el quinto en importancia dentro de la estructura del cartel.
Lo apodaron "Pinina" porque su cara era parecida a la de Andrea del Boca, que interpretó en la década de 1970 el papel de "Pinina" en Papá corazón.

## Biografía
John Jairo Arias Tascón nació en Medellín el 21 de octubre de 1961. Su infancia transcurrió en el barrio Lovaina. Nació en una familia de escasos recursos económicos. Había sido ladrón a los 12, pandillero a los 14 y a los 15 se inició como sicario, siendo encarcelado una vez en Medellín, pero saliendo a los meses siguientes, con cargos de robo y delinquir en las comunas cuando era joven.
Arias tenía un destacado conocimiento de las gentes de las comunas lo que le permitía reclutar allí miembros para el sicariato. Por eso, el primer magnicidio del cartel, el asesinato del ministro Rodrigo Lara Bonilla, le fue encomendado, siendo él quien contrató y pagó a Byron de Jesús Velásquez (alias "Quesito"), Iván Darío Guizao Álvarez y a los demás integrantes de la banda que cometió el asesinato en 1984. Pinina participó en todos los operativos del Cartel de Medellín: En el asesinato del ministro Rodrigo Lara Bonilla, en la muerte del director del diario El Espectador Guillermo Cano Isaza en 1986,  en la muerte del coronel Jaime Ramírez Gómez en 1986, en el secuestro y muerte del procurador Carlos Mauro Hoyos en 1988, del Gobernador de Antioquia, Antonio Roldán Betancur en 1989, en la muerte del coronel de la Policía Nacional Valdemar Franklin Quintero  en 1989, en el atentado al diario El Espectador en 1989, colaboró en la organización para el atentado al edificio del DAS en 1989 (52 muertos y más de 600 heridos), fue nombrado unos de los culpables del atentado al vuelo 203 del avión de Avianca el 27 de noviembre de 1989 (110 fallecidos) participó en la muerte de varios policías, involucrado y enjuiciado por la muerte del magistrado de la Corte Suprema de Justicia, Hernando Baquero Borda en 1986, vinculado con el asesinato del candidato presidencial Luis Carlos Galán en 1989, estuvo en la guerra contra el Cartel de Cali y en todos los operativos de coches bomba.

## Muerte
Falleció el 14 de junio de 1990 a las 2 p. m. en un operativo de la Policía Nacional cuando se encontraba en su apartamento del barrio El Poblado de Medellín en compañía de su esposa e hijo de 6 meses. Al intentar escapar por una ventana ubicada en un tercer piso queda colgando de la misma, le ordenan que se suba y Pinina saca una pistola que llevaba en el cinto, le disparan, cae hacia el sótano de la propiedad y muere reventado. Después se mencionó, que a través de su empleada del servicio doméstico las autoridades pudieron localizarlo.
Fue sepultado en el Cementerio Central de Envigado, a lado de su madre, Ana Libia Tascón Ruíz quién falleció en 2021 y se encuentra en la misma lápida que Arias.
Después de la muerte de “Pinina”, se supo muy poco de su vida, solo se sabe que su esposa se llamaba Diana Gómez Moreno de 19 años, que estuvo presente en el incidente de su muerte, a lado de su hijo/a de seis meses.
La Policía Nacional, supo que “Pinina” uso varias identificaciones falsas, para no ser detectado, las más conocidas fueron Jose Manuel Franco Navarro, Carlos Mejia Arias, Héctor Darío Varela Muñoz, Julio Cesar Madero, utilizando el día de su muerte, la identificación de Yuvan Nonato Salazar Quiroz. 
Para vengarse de su muerte, Pablo Escobar ordenó instalar un carrobomba en la comisaría de Policía del El Poblado, que causó graves daños y continuó dando la orden en las comunas de Medellín de asesinar policías por 2 millones de pesos. A su muerte fue reemplazado por Brances Alexander Muñoz Mosquera alias "Tyson", Mario Alberto Castaño Molina alias "El Chopo", Hiran Giovanni Lopera Zabala alias "La Modelo" y David Ricardo Prisco Lopera alias "Richard".

## En la cultura popular
- En 2012, el canal privado colombiano Caracol Televisión estrenó la serie Escobar, el patrón del mal, inspirada en la vida de Pablo Escobar. En esta serie el personaje de John Jairo Arias fue interpretado por el actor Anderson Ballesteros bajo el nombre de John Mario Ortiz alias El Chili.
- En 2016, la serie de Netflix Narcos se inspiró en Pinina para crear el personaje de Poison, el teniente sicario de Pablo Escobar, en la galardonada serie. El personaje fue interpretado por el reconocido actor mexicano Jorge A. Jiménez.
- En la serie Bloque de búsqueda, producida por Teleset para Sony Pictures Television emitida en 2016, inspirada en la fuerza policial que desmanteló el Cartel de Medellín, su personaje fue interpretado por el actor Sebastián Boscán con el nombre de alias Pinocho.
- En 2022, Dynamo lanzo con Netflix, la serie acerca del futbolista colombiano Andrés Escobar, Goles en contra, el actor colombiano, Héctor Mejía interpreta a “Pinina”, bajo el nombre de John Jairo “Pirula”.